# 涙をこえて
「涙をこえて」（なみだをこえて）は、かぜ耕士が作詞、中村八大が作曲した楽曲。1969年11月5日にシング・アウトのメジャー・デビュー・シングルとして発売された。「怪獣のバラード」と並んでNHK総合テレビジョンの音楽番組『ステージ101』のオリジナルソングの代表曲でもある。

## 解説
1961年4月から1966年4月までNHK総合テレビジョンで放送されたバラエティ番組『夢であいましょう』に数々のヒット曲を提供した作曲家の中村八大は、『夢であいましょう』の演出を手がけたNHKのディレクター末盛憲彦が新たに担当することになった新しい音楽番組『ステージ101』の音楽監督に就任した。末森はアメリカのテレビ番組で観た「ヤング・アメリカンズ」に感銘を受け、ステージ101を彼らのような大人数の若者のグループが歌い踊るショー形式の番組にしたいと考えた。そして、1970年の放送開始に先立ち、1969年の春にレギュラー出演者のオーディションを開始し、既にレコード・デビューしていたグループや歌手、デビュー前の新人などからなるヤング101を結成し、同年6月から番組が始まるまでの約6か月間、中村やNHKが招聘した講師陣による厳しいレッスンを施した。
ヤング101のオーディションの合格者の第一号だったシング・アウトは、レッスンの合間を縫って、同年7月25日にヤマハ音楽振興会が開催した音楽コンクール『第1回合歓ポピュラーフェスティバル'69』に出演し、中村が放送作家のかぜ耕士と共作した本曲を披露した。その結果、本曲は伊東ゆかりの「青空のゆくえ」と共に作曲グランプリを受賞した。同年11月5日、本曲を収録したデビュー・シングル（日本ビクター=RCAレーベル）が発売され、シング・アウト最大のヒットとなり21万枚を売り上げた。本曲はフジテレビの歌番組『フジテレビ今週のヒット速報』の東海地区ランキングで8週にわたりランクインしたが、同番組のリハーサルの時間帯がヤング101のレッスンのスケジュールと被っていたことと、NHKが「他局の歌番組にシング・アウトを出演させない」という方針を決定したため、彼らは同番組には一度も出場できなかった。
末森らは、『夢であいましょう』と同様にステージ101でも番組オリジナルソングを披露したいと考えていた。シング・アウトはヤング101のメンバーとして、1970年1月10日の第一回放送から本曲をステージ101のオリジナルソングとして披露した。彼らが志向性の違いから1971年4月3日にヤング101を卒業した後も、本曲は番組で歌い続けられてステージ101の代表曲の一つとなった。1974年3月31日の最終回では、ヤング101が本曲を歌い終わるとともに、番組に幕が下ろされた。そのシーンはNHKアーカイブス施設で視聴できる。その後も、ヤング101の元メンバー達によって様々な機会で披露された。
現在では小中学校で合唱曲として歌われており、卒業式に歌われることもある。2005年にNHKが実施した「スキウタ〜紅白みんなでアンケート〜」で紅組74位にランクインされた。
2006年に教育芸術社の中学1年生向け音楽教科書に掲載された。
2013年のNHK『第45回思い出のメロディー』では、エンディングでほぼ全ての出演者が合唱した。
フジテレビのバラエティ番組『めちゃ×2イケてるッ!』において、「めちゃイケ新メンバー全国4大都市オーディション」が行われた2010年秋前後より、番組内のBGMとして多用されている。その流れから、2011年7月24日にフジテレビ系列にて放送された、「めちゃ―」をベースにした長時間特別番組『FNS27時間テレビ めちゃ×2デジッてるッ! 笑顔になれなきゃテレビじゃないじゃ〜ん!!』のエンディング直前において、主要出演者が合唱した。この年の27時間テレビは東日本大震災からの復興も主要なテーマの一つであった。

## 収録曲
- 全作詞：かぜ耕士、作編曲：中村八大

1. 涙をこえて[注 5]
2. 朝日の中でさようなら

## カバー
- ザ・ワイルドワンズ
  - 2001年発売の11枚組CD-BOX『ザ・ワイルド・ワンズ CD BOX ～Anniversary of Record Debut 1966』に収録。
- ヤング101
  - 1971年4月5日発売のLP『ステージ101』（EXPRESS ETP-8069）収録。
- トリプルピアノ
- 田中星児[注 6]
  - 1983年発売のシングル『ジャスト・ハッピー・デイ』B面曲。
- 美歌[注 7][5]
  - 2012年発売のシングル「Tears ～な・み・だ～」に収録。

| 1Aメロ | 1Aメロ     | → | 1Bメロ | 1Bメロ     | → | 1サビ・2Aメロ | 1サビ・2Aメロ | → | 2Bメロ | 2Bメロ     | → | 2サビ | 2サビ      | → | 大サビ | 大サビ     |
|        | ホ長調 (E) | → |        | ト長調 (G) | → |               | ホ長調 (E)    | → |        | ト長調 (G) | → |       | ホ長調 (E) | → |        | ヘ長調 (F) |